# Judy Clay
Judy Clay, pour l'état civil Judy Guions, née le 12 septembre 1938 à St Pauls (Caroline du Nord), morte le 19 juillet 2001 à Fayetteville (Caroline du Nord), est une chanteuse américaine de rhythm and blues et de soul music

## Biographie
Elle commence à chanter très jeune à l'église. Elle est élevée par sa grand-mère à Fayetteville. Ayant rejoint New York, elle intègre le groupe The Drinkard Singers qui devient The Sweet Inspirations et commence à se produire et à enregistrer avec lui. Dès 1960, elle quitte le groupe et entame une carrière solo en signant chez Ember Records.
En 1967, le producteur Jerry Wexler l'associe au chanteur blanc Billy Vera pour constituer le premier duo mixte américain de l'histoire.
Elle signe ensuite chez Stax Records et constitue en 1968 un autre duo avec le chanteur noir William Bell. La chanson Private Number est un de leurs succès (17e aux États-Unis et 8e en Grande-Bretagne).
Après un bref retour auprès de Billy Vera, elle poursuit sa carrière solo et enregistre plusieurs disques pour Atlantic Records.
Elle travaille beaucoup aussi en tant que choriste avec les plus grands artistes de rhythm and blues, tels que Ray Charles, Aretha Franklin, Wilson Pickett...
En 1979, on lui diagnostique une tumeur au cerveau.
Elle meurt en 2001, à 62 ans, des suites d'un accident de voiture.